# Radim Farana
Radim Farana (* 20. dubna 1965 Ostrava) je český inženýr, univerzitní profesor, v letech 2008 - 2012 děkan Fakulty strojní Vysoké školy báňské – Technické univerzity Ostrava. Jeho specializací jsou systémy řízení technologických systémů, informační a zejména databázové systémy. Je autorem několika učebnic pro posluchače technických vysokých škol a řady odborných publikací, článků v mezinárodních časopisech, příspěvků na světových kongresech a konferencích. Významně se podílí na zavádění systémů řízení kvality ve vysokém školství. Jako manažer pro jakost přivedl fakultu k získání Národní ceny České republiky za jakost za rok 2007.
Je zakládajícím členem České matice technické, členem Inženýrské akademie České republiky, členem nebo čestným členem řady vědeckých rad technických fakult a univerzit v České republice, na Slovensku a v Polsku.